# Ogin-sama
Ogin-sama (お吟さま, lit. "Dama Ogin") é um filme de drama histórico japonês de 1962 dirigido por Kinuyo Tanaka, baseado no romance Ogin-sama do escritor japonês Tōkō Kon. Foi o último filme dirigido por Tanaka.

## Sinopse
Ambientado no Japão do final do século XVI, o filme conta a trágica história de amor entre Ogin, filha do mestre da cerimônia do chá, Sen no Rikyū, e o daimyō cristão Takayama Ukon. Amigos desde a infância, Ukon a apresentou à fé cristã pela primeira vez quando ela tinha dezesseis anos. Durante a visita de Ukon à casa de seu pai, Ogin confessa seus sentimentos por ele, mas o casamento que ele vive o torna impossível de amá-la. Logo depois, o comerciante Shintaro, da poderosa família local Mozuya, pede Ogin em casamento. Como sua mãe a lembra que recusar a proposta pode resultar em consequências para seu pai, e Ukon não mostra nenhum sinal de oposição, Ogin aceita com relutância.
Dois anos depois, o marido de Ogin, Shintaro, a culpa por ainda amar Ukon enquanto tenta lhe oferecer seu amor nesse tempo. Devido à política cada vez mais anticristã do governo nacional, Ukon, que se recusa a renunciar do cristianismo, é enviado para o exílio. Ogin e Shintaro o encontram uma última vez antes de sua partida, porque Shintaro deseja secretamente manter negócios com Ukon. Depois de se despedir dele, Ogin testemunha uma jovem ser levada à execução por se recusar a se tornar amante do daimyō Hidetsugu. A jovem não mostra nenhum sinal de medo, mas sim de realização por ter seguido o seu próprio coração.
Durante uma cerimônia do chá organizada na residência do daimyō Hideyoshi, Shintaro é abordado pelo comandante militar Ishida. Ishida quer impedir a reabilitação e participação de Ukon em uma campanha militar planejada e propõe um encontro entre Ogin e Ukon que poderia ser usado para conter Ukon. Ogin e Ukon são enganados para a reunião, mas conseguem escapar antes de serem presos pelas forças de Ishida. Enquanto se abrigava na cabana de um fazendeiro, Ogin descobre que a esposa de Ukon morreu nesse meio tempo, e eles passam a noite juntos. Ao retornar para Shintaro, ela pede o divórcio.
Hideyoshi, com a intenção de fazer de Ogin sua amante, a convida para seu palácio. Quando ela recusa seus flertes, ele lhe dá dois dias para reconsiderar ser sua noiva, declarando que, caso contrário, acabará com vida de seu pai. Após retornar para sua família, Rikyū faz os preparativos para ajudar Ogin a escapar com Ukon e este último conseguir cometer suicídio, mas soldados cercam a casa. Ogin se prepara para tirar a própria vida, ordenando que sua empregada leve um leque com seu bilhete de despedida escrito para Ukon, que se refugiou em Kaga.

## Elenco
- Ineko Arima como Ogin
- Tatsuya Nakadai como Takayama Ukon
- Mieko Takamine como Riki
- Masakazu Tamura como irmão mais novo de Ogin
- Minoru Chiaki
- Ryuuji Kita
- Kuniko Miyake
- Tatsuo Endo
- Yoshi Katō
- Ryosuke Kagawa
- Manami Fuji como Uno
- Yumeji Tsukioka como Yodo-dono
- Kōji Nanbara como Ishida Mitsunari
- Chishū Ryū como Sokei
- Nakamura Ganjiro II como Sen no Rikyū
- Osamu Takizawa como Toyotomi Hideyoshi
- Keiko Kishi como mulher executada
- Hisaya Itō como Mozuya Soan

## Legado
Uma versão restaurada em 4K do filme foi apresentada no Festival Internacional de Cinema de Tóquio em 2021, no Film at Lincoln Center em 2022 e no Harvard Film Archive em 2023.
O romance de Tōkō Kon foi novamente adaptado em um filme de meso nome no ano de 1978, sendo dirigido por Kei Kumai.